# Aloe scobinifolia
Aloe scobinifolia är en grästrädsväxtart som beskrevs av Gilbert Westacott Reynolds och Bally. Aloe scobinifolia ingår i släktet Aloe och familjen grästrädsväxter. Inga underarter finns listade i Catalogue of Life.